# Discografia de Geri Halliwell
A discografia de Geri Halliwell, uma cantora britânica, consiste em três álbuns de estúdio, um álbum de remisturas, um álbum de vídeo, doze singles (incluindo dois promocionais) e dez vídeos musicais. A artista começou sua carreira a solo em 1999 após deixar o grupo musical feminino Spice Girls. Ao longo de sua carreira, Halliwell vendeu mais de 12 milhões de discos mundialmente.
Sua carreira foi iniciada pelo álbum de estréia Schizophonic, que foi lançado em 1999. A primeira faixa de trabalho tirada do álbum foi "Look at Me", que recebeu grande destaque comercial, vendendo mais de 1 milhão de cópias mundialmente. A música foi seguida por "Mi Chico Latino", "Bag It Up" e "Lift Me Up", tendo as três liderado a tabela musical UK Singles Chart e recebido o certificado de disco de prata pela British Phonographic Industry (BPI). Schizophonic vendeu mais de 2 milhões de cópias no mundo e recebeu certificado de dupla platina pela BPI. Nos Estados Unidos, o disco recebeu o certificado de ouro pela Recording Industry Association of America (RIAA).
O segundo ato da cantora foi o álbum Scream If You Wanna Go Faster, que alcançou a quinta posição da UK Albums Chart e recebeu o certificado de ouro pela BPI. O single seguinte do álbum foi o cover de "It's Raining Men" do grupo musical Wheather Girls. Este single foi um êxito mundial, liderando várias tabelas musicais ao redor do mundo, incluindo a França e os Países Baixos. A canção recebeu o certificado de disco de ouro pela BPI. As faixas de trabalho seguintes foram "Scream If You Wanna Go Faster" e "Calling", que obtiveram recepção comercial moderada, não repetindo o sucesso da canção anterior. Uma versão em francês da música "Calling", intitulada "Au Nom De L'amour", foi lançada apenas na França. Scream If You Wanna Go Faster vendeu mais de 200 mil cópias no Reino Unido.
Após um hiato de 3 anos, a cantora retomou a carreira com a canção "Ride It" em 2004. A música alcançou a quarta posição no Reino Unido. Após vários meses, devido ao descontentamento da gravadora com o resultado do álbum, foi lançada "Desire", em 2005, atingindo apenas o vigésimo segundo posto no Reino Unido. Logo após o álbum Passion é lançado, recebendo pouca atenção do público e da crítica. Passion alcançou a quadragésima primeira colocação da UK Albums Chart, sendo o pior desempenho comercial da artista até então.

## Álbuns

### Álbuns em estúdio
| Título | Melhor posição nas tabelas | Melhor posição nas tabelas | Melhor posição nas tabelas | Melhor posição nas tabelas | Melhor posição nas tabelas | Melhor posição nas tabelas | Melhor posição nas tabelas | Melhor posição nas tabelas | Melhor posição nas tabelas | Melhor posição nas tabelas | Vendas        | Certificações                                             |
| | ALE                        | AUS                        | CAN                        | FRA                        | IRL                        | ITA                        | NZL                        | PB                         | RU                         | SUI                        | Vendas        | Certificações                                             |
| --- | -------------------------- | -------------------------- | -------------------------- | -------------------------- | -------------------------- | -------------------------- | -------------------------- | -------------------------- | -------------------------- | -------------------------- | ------------- | --------------------------------------------------------- |
| Schizophonic - Lançamento: 7 de Junho de 1999 - Editora discográfica: EMI - Formatos: CD, cassete                  | 52                         | 22                         | 15                         | 50                         | 63                         | 17                         | 19                         | 85                         | 4                          | 31                         | - : 2,000,000 | - ARIA: Ouro - MC: Platina - RIAA: Ouro - BPI: 2× Platina |
| Scream If You Wanna Go Faster - Lançamento: 14 de Maio de 2001 - Editora discográfica: EMI - Formatos: CD, cassete | 29                         | 55                         | 43                         | 133                        | 15                         | 15                         | —                          | —                          | 5                          | 22                         |               | - BPI: Ouro                                               |
| Passion - Lançamento: 5 de Junho de 2005 - Editora discográfica: Innocent Records - Formatos: CD, cassete          | —                          | —                          | 127                        | —                          | —                          | 49                         | —                          | —                          | 41                         | —                          | - 10,000      |                                                           |

### Álbuns de remisturas
| Título                  | Detalhes do Álbum           | Notas |
| ----------------------- | --------------------------- | --- |
| The Almighty Collection | - Formato: Download digital | - Álbum de remisturas promocional lançado pela Almighty Records apenas no Reino Unido com algumas remisturas de singles e uma nova canção chamada: "100% Pure Love". |

### Box sets
| Título                                    | Detalhes do álbum                                                              | Notas                                                                                              |
| ----------------------------------------- | ------------------------------------------------------------------------------ | -------------------------------------------------------------------------------------------------- |
| Schizophonic/Sream If You Wanna Go Faster | - Lançamento: 21 de Outubro de 2002 - Editora Discográfica: EMI - Formatos: CD | - Um box set incluindo os seus primeiros dois álbuns Schizophonic e Scream If You Wanna Go Faster. |

## Singles
| Ano                                                                              | Canção                          | Melhor posição nas tabelas | Melhor posição nas tabelas | Melhor posição nas tabelas | Melhor posição nas tabelas | Melhor posição nas tabelas | Melhor posição nas tabelas | Melhor posição nas tabelas | Melhor posição nas tabelas | Melhor posição nas tabelas | Melhor posição nas tabelas | Certificações                                             | Álbum                         |
| Ano                                                                              | Canção                          | ALE                        | AUS                        | BEL                        | FRA                        | IRL                        | ITA                        | NZL                        | PB                         | RU                         | SUI                        | Certificações                                             | Álbum                         |
| -------------------------------------------------------------------------------- | ------------------------------- | -------------------------- | -------------------------- | -------------------------- | -------------------------- | -------------------------- | -------------------------- | -------------------------- | -------------------------- | -------------------------- | -------------------------- | --------------------------------------------------------- | ----------------------------- |
| 1999                                                                             | "Look at Me"                    | 22                         | 3                          | 32                         | 27                         | 3                          | 5                          | 1                          | 26                         | 2                          | 15                         | - ARIA: Ouro - BPI: Ouro                                  | Schizophonic                  |
| 1999                                                                             | "Mi Chico Latino"               | 28                         | 4                          | 25                         | 40                         | 9                          | 5                          | —                          | 27                         | 1                          | 26                         | - BPI: Prata                                              | Schizophonic                  |
| 1999                                                                             | "Lift Me Up"                    | 77                         | 74                         | —                          | —                          | 15                         | —                          | 23                         | 71                         | 1                          | —                          | - BPI: Prata                                              | Schizophonic                  |
| 2000                                                                             | "Bag It Up"                     | 79                         | —                          | —                          | —                          | 6                          | 13                         | 18                         | 62                         | 1                          | 66                         | - BPI: Prata                                              | Schizophonic                  |
| 2001                                                                             | "It's Raining Men"              | 5                          | 4                          | 1                          | 1                          | 1                          | 1                          | 15                         | 3                          | 1                          | 4                          | - ARIA: Platina - SNEP: Diamante - BPI: Ouro - IFPI: Ouro | Scream If You Wanna Go Faster |
| 2001                                                                             | "Scream If You Wanna Go Faster" | 67                         | 40                         | 18                         | —                          | 17                         | 13                         | —                          | 66                         | 8                          | 62                         |                                                           | Scream If You Wanna Go Faster |
| 2001                                                                             | "Calling"                       | 48                         | —                          | 3                          | —                          | 37                         | —                          | —                          | —                          | 7                          | 21                         |                                                           | Scream If You Wanna Go Faster |
| 2001                                                                             | "Au Nom De L'Amour"             | —                          | —                          | —                          | 22                         | —                          | —                          | —                          | —                          | —                          | —                          |                                                           | Scream If You Wanna Go Faster |
| 2004                                                                             | "Ride It"                       | 73                         | 63                         | 3                          | —                          | 19                         | —                          | —                          | —                          | 4                          | 63                         |                                                           | Passion                       |
| 2005                                                                             | "Desire"                        | 97                         | 78                         | 9                          | —                          | 38                         | 19                         | —                          | —                          | 22                         | —                          |                                                           | Passion                       |
| "—" denota um título que não tenha entrado na tabela musical do respectivo país. |                                 |                            |                            |                            |                            |                            |                            |                            |                            |                            |                            |                                                           |                               |

### Singlespromocionais
| Ano  | Título                | Álbum        |
| ---- | --------------------- | ------------ |
| 2000 | "Walkaway"            | Schizophonic |
| 2005 | "Love Never Loved Me" | Passion      |

### Outras aparições
| Ano  | Canção                             | Álbum                       |
| ---- | ---------------------------------- | --------------------------- |
| 1999 | "These Boots Are Made for Walkin'" | Rrugats in Paris: The Movie |
| 1999 | "G.A.Y"                            | Flawless                    |
| 2001 | "Perhaps, Perhaps, Perhaps"        | America's Sweethearts       |
| 2008 | "She's Ingenious"                  | Não inclusa em álbum        |

## Videografia

### Álbuns de vídeo
| Título                            | Detalhes                                                                                  | Notas |
| --------------------------------- | ----------------------------------------------------------------------------------------- | --- |
| Desire (You Kiss Kills): Mini DVD | - Lançamento: 30 de Maio de 2005 - Editora discográfica: Innocent Records - Formatos: DVD | - Single de vídeo contendo os vídeos musicais de "Desire" e "Ride It" mais um documentário sobre as gravações destes vídeos e um conjunto de fotos. |

### Vídeos musicais
| Ano  | Título                          | Diretor(es)                |
| ---- | ------------------------------- | -------------------------- |
| 1999 | "Look at Me"                    | Vaughan Arnell             |
| 1999 | "Mi Chico Latino"               | Doug Nichol                |
| 1999 | "Lift Me Up"                    | Howard Greenhalgh          |
| 2000 | "Bag It Up"                     | Dawn Shadforth             |
| 2001 | "It's Raining Men"              | Jim Canty e Jake Sebastian |
| 2001 | "Scream If You Wanna Go Faster" | Jim Canty e Jake Sebastian |
| 2001 | "Calling"                       | Pierluca de Carlo          |
| 2001 | "Au Nom De L'Amour"             | Pierluca de Carlo          |
| 2004 | "Ride It"                       | Luca Tommassini            |
| 2005 | "Desire"                        | Andy Morahan               |